# Ciecierzyn (województwo lubelskie)
Ciecierzyn – wieś w Polsce położona w województwie lubelskim, w powiecie lubelskim, w gminie Niemce. Przez miejscowość przepływa rzeka Ciemięga, lewy dopływ Bystrzycy.
| SIMC    | Nazwa              | Rodzaj    |
| ------- | ------------------ | --------- |
| 0387424 | Kolonia Ciecierzyn | część wsi |
| 0387430 | Majdanek           | część wsi |
| 0387447 | Żulin              | część wsi |

Wieś szlachecka położona była w drugiej połowie XVI wieku w powiecie lubelskim województwa lubelskiego. 
W latach 1954–1972 wieś należała i była siedzibą władz gromady Ciecierzyn. W latach 1975–1998 miejscowość administracyjnie należała do ówczesnego województwa lubelskiego.
Wieś stanowi sołectwo gminy Niemce. Według Narodowego Spisu Powszechnego z roku 2011 wieś liczyła 1362 mieszkańców.